# Формоса (провинција)
Формоса (шп. Formosa) је аргентинска провинција која се налази на североистоку те земље. Према северу се граничи са дистриктом Асунсион у Парагвају, према југу са провинцијом Чако и према западу са провинцијом Салта. 